# Џо Роган
Џозеф Џејмс Роган (енгл. Joseph James Rogan; Њуарк, 11. август 1967) амерички је подкастер, UFC коментатор, комичар, глумац и бивши телевизијски водитељ. Водитељ је емисије The Joe Rogan Experience, најпознатијег подкаста на свету.
Изразио је подршку истополним браковима, легализацији рекреативних дрога, универзалној здравственој заштити, универзалном основном дохотку, праву на оружје и слободи говора, док се противи култури отказивања и војном авантуризму.

## Дела
- Foreword to Endure: How to Work Hard, Outlast, and Keep Hammering, St. Martin's Press (2022).  978-1250279293.